# Indigofera fulcrata
Indigofera fulcrata är en ärtväxtart som beskrevs av William Henry Harvey. Indigofera fulcrata ingår i släktet indigosläktet, och familjen ärtväxter. Inga underarter finns listade i Catalogue of Life.